# 가지굴
가지굴(학명: Gymnothorax hepaticus)은 열대·아열대성 연안에 분포하는 곰치의 일종으로, 한국·일본 등 태평양과 인도네시아 등 인도양에 분포한다. 한국에서는 제주도의 산호 암초에서만 목격된다.